# Cunico
Cunico är en ort och kommun i provinsen Asti i regionen Piemonte i Italien. Kommunen hade 483 invånare (2018).